# Gora Kastanaeva
Gora Kastanaeva (englische Transkription von russisch Го́ра Кастанаева Gora Kastanajewa) ist ein Berg oder Nunatak im westantarktischen Marie-Byrd-Land.
Russische Wissenschaftler benannten ihn. Namensgeber ist vermutlich der sowjetische Testpilot Nikolai Gregorjewitsch Kastanajew (1904–1937).
Die geografischen Koordinaten dieses Objekts fallen nahezu exakt mit denjenigen des Milan Rock zusammen, so dass es sich wahrscheinlich nicht um eine eigenständige Entität handelt.